# Gandria
Gandria est un quartier de la ville de Lugano (Suisse), et une ancienne commune suisse du canton du Tessin, depuis 2004.

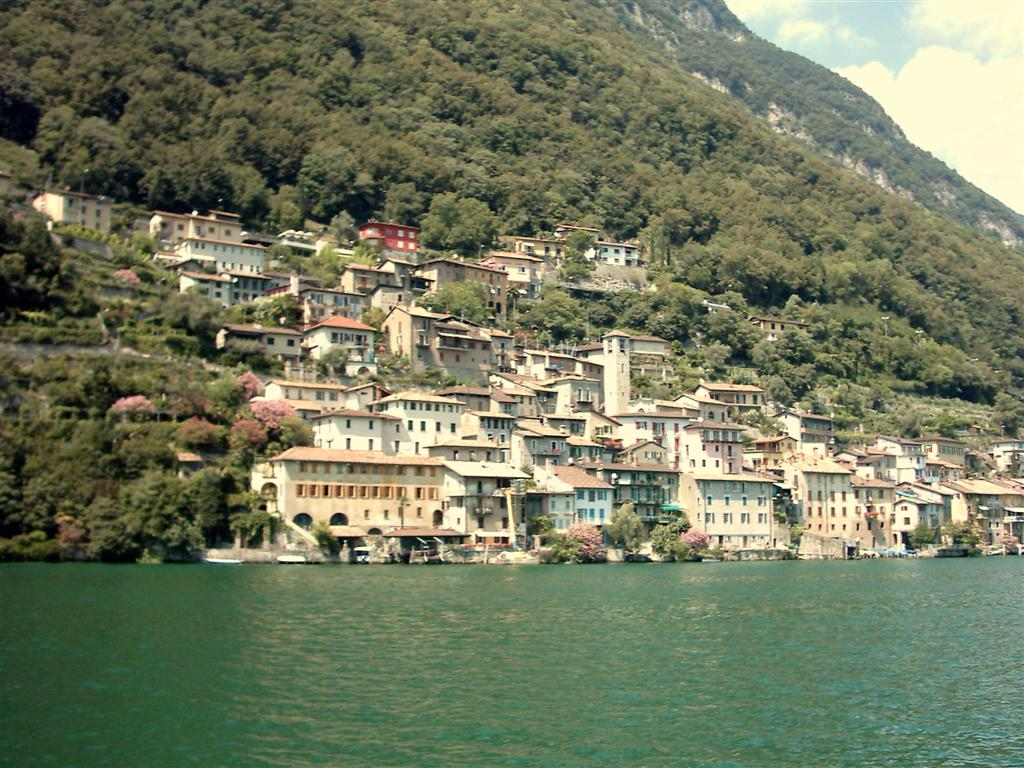
Gandria

Photo aérienne (1948)

Le quartier est situé est situé sur le lac de Lugano, au pied du Monte Brè proche de la frontière italienne de la Valsolda. Mais le territoire de Gandria s'étend aussi de l'autre côté du lac, sur les monts de Bisnago, Roncaglia et Caprino.
Ce quartier est reconnu comme bien culturel suisse d'importance nationale. Il se caractérise par des escaliers raides, des ruelles étroites et des habitations remarquables.

## Source
- Inventaire suisse des biens culturels d'importance nationale et régionale, édition de 1995.

## Personnalités
- Vigilio Rabaglio, architecte ayant travaillé dans le Milanais et en Espagne.

## Littérature
- Jean-Luc Rickenbacher, Le Musée suisse des douanes. Office fédéral des constructions et de la logistique OFCL, Berne 2017,  (ISBN 978-3-906211-29-9).